# Leonid Pastur

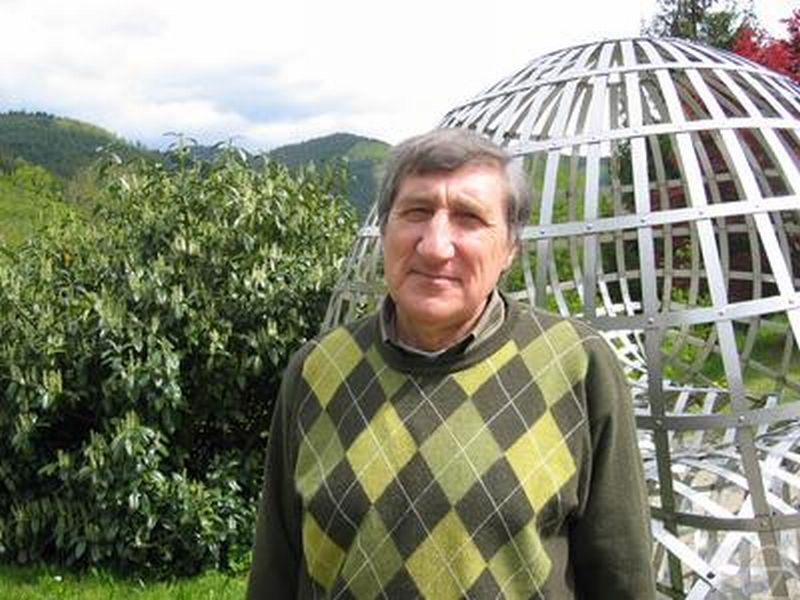
Leonid Pastur

Leonid Andrijowytsch Pastur (ukrainisch Леонід Андрійович Пастур, russisch Леонид Андреевич Пастур Leonid Andrejewitsch Pastur; * 21. August 1937 in Winnyzja, Ukrainische SSR) ist ein ukrainischer mathematischer und theoretischer Physiker.
Pastur studierte 1955 bis 1961 am Polytechnischen Institut in Charkiw und wurde 1964 am Institut für Tieftemperaturphysik der Ukrainischen Akademie der Wissenschaften in Charkiw (heute B. Verkin Institut für Tieftemperaturphysik) bei Wladimir Alexandrowitsch Martschenko promoviert. 1975 habilitierte er sich am Institut (sowjetischer Doktortitel). Er war  dort ab 1968 Senior Research Fellow und 1985 bis 1997 Leiter der Abteilung statistische und mathematische Physik und 1987 bis 1997 stellvertretender Direktor der Abteilung Mathematik. 1978 bis 1994 war er auch in Teilzeit Professor an der Staatlichen Universität Charkiw. 1995 bis 2007 war er Professor in der mathematischen Fakultät der Universität Paris VII und ist dort seit 2003 Abteilungsleiter theoretische Physik.
Er befasst sich besonders mit der Theorie der Zufallsmatrizen und der Spektraltheorie von Schrödinger-Operatoren in ungeordneten Medien (zufälliges Potential). Nach ihm ist die Martschenko-Pastur-Verteilung benannt.
In der Theorie der Zufallsmatrizen fand er 1967 mit Wladimir Alexandrowitsch Martschenko das Marchenko-Pastur-Gesetz der asymptotischen Verteilung der Eigenwerte. 1997 bewies er mit Marija Schtscherbyna die Universalität der lokalen Eigenwert-Statistik einer Klasse unitärer Zufallsmatrizen.
Mit I. Goldsheid und S. Moltschanow bewies er 1977 Lokalisierung im Anderson-Modell in einer Dimension. Er führte die Klasse metrisch transitiver Operatoren in der Theorie zufälliger Schrödinger-Operatoren ein und untersuchte deren Eigenschaften.
1986 war er eingeladener Sprecher auf dem Internationalen Mathematikerkongress in Berkeley (Spectral properties of metrically transitive operators and related problems) und auf dem Europäischen Mathematikerkongress 1996. Er ist Mitglied der Ukrainischen Akademie der Wissenschaften. 2012 wurde er Fellow der American Mathematical Society. 1991 hielt er einen der Plenarvorträge auf dem International Congress on Mathematical Physics in Leipzig. 2002 war er Sackler Scholar in Tel Aviv.
Er erhielt 1985 den Ukrainischen Staatspreis in Wissenschaft und Technik. 1997 bis 2003 war er im Executive Committee der International Association of Mathematical Physics. Für 2025 wurde ihm der Senior-Whitehead-Preis der London Mathematical Society zugesprochen.
Er ist im Herausgebergremium von Markov Processes and Related Fields, Geometrical and Functional Analysis, des Ukrainian Mathematical Journal und des Journal of Low Temperature Physics.

## Schriften (Auswahl)
Neben den in den Fußnoten zitierten Arbeiten: 
- Spectra of random selfadjoint operators, Uspehi Mat. Nauk., Band 28, 1973, S. 3–64.
- A simple approach to the global regime of Gaussian ensembles of random matrices, Ukrainian Math. J., Band 57, 2005, S. 936–966
- From random matrices to quasi-periodic Jacobi matrices via orthogonal polynomials, J. Approx. Theory, Band 139, 2006, S. 269–292
- Limiting Laws of Linear Eigenvalue Statistics for Unitary Invariant Matrix Models, J. Math. Phys., Band 47, 2006, S. 103303
- Eigenvalue distribution of random matrices. In: Random Media 2000 (Proceedings of the Mandralin Summer School, Juni 2000), Interdisciplinary Centre of Mathematical and Computational Modeling, Warschau, 2007, S. 93–206
- mit Marija Schtscherbyna: Bulk Universality and Related Properties of Hermitian Matrix Models, J. Stat. Phys., Band 130, 2008, S. 205–250, Arxiv
- mit A. Lytova: On Asymptotic Behavior of Multilinear Eigenvalue Statistics of Random Matrices, J. Stat. Phys. Band 133, 2008, S. 871–882
- Orthogonal polynomials, Jacobi matrices and random matrices. In: Integrable systems and random matrices, Contemporary Mathematics 458, AMS 2008, S. 249–263,
- mit A. Lytova: Central limit theorem for linear eigenvalue statistics of random matrices with independent entries, Annals of Probability, Band  37, 2009, S. 1778–1840
- mit M. Shcherbina:  Eigenvalue distribution of large random matrices, AMS 2011
- mit Alexander Figotin:  Spectra of random and almost-periodic operators, Grundlehren der mathematischen Wissenschaften 297, Springer 1992
- mit Alexander Figotin: Theory of disordered spin systems, Theoretical and Mathematical Physics, Band 35, 1978, S. 403–414